# Nadiad
Nadiad è una suddivisione dell'India, classificata come municipality, di 192.799 abitanti, situata nel distretto di Kheda, nello stato federato del Gujarat. In base al numero di abitanti la città rientra nella classe I (da 100.000 persone in su).

## Geografia fisica
La città è situata a 22° 41' 60 N e 72° 52' 0 E e ha un'altitudine di 34 m s.l.m..

## Società

### Evoluzione demografica
Al censimento del 2001 la popolazione di Nadiad assommava a 192.799 persone, delle quali 100.452 maschi e 92.347 femmine. I bambini di età inferiore o uguale ai sei anni assommavano a 18.245, dei quali 10.038 maschi e 8.207 femmine. Infine, coloro che erano in grado di saper almeno leggere e scrivere erano 150.241, dei quali 82.419 maschi e 67.822 femmine.